# وليد السعدي
وليد السعدي (19 فبراير 1995 مسقط سلطنة عمان - ) هو لاعب كرة قدم عماني يلعب كمهاجم.

## روابط خارجية
- وليد السعدي على موقع الاتحاد الدولي (مؤرشف)  (الإنجليزية)
- وليد السعدي على موقع قاعدة بيانات كرة القدم.إي يو (الإنجليزية)
- وليد السعدي على موقع ناشيونال فوتبول تيمز (الإنجليزية)
- وليد السعدي على موقع Soccerway.com (الإنجليزية)
- وليد السعدي على موقع كووورة